# ハンセン病問題の解決の促進に関する法律
ハンセン病問題の解決の促進に関する法律（ハンセンびょうもんだいのかいけつのそくしんにかんするほうりつ、平成20年6月18日法律第82号）は、ハンセン病問題の解決促進に関する日本の法律である。ハンセン病問題基本法ともいう。
2008年6月18日に公布、2009年（平成21年）4月1日に施行された。

## 主務官庁
- 厚生労働省健康・生活衛生局難病対策課[2]

2015年（平成27年）9月以前は、健康局疾病対策課が所管していた。
国立療養所を所掌する同省医政局医療経営支援課政策医療推進官職と連携して執行にあたる。

## 概要
日本のハンセン病問題の解決の促進に関する法律は、ハンセン病問題の解決の促進に関し、基本理念を定め、並びに国及び地方公共団体の責務を明らかにするとともに、ハンセン病問題の解決の促進に関し必要な事項を定める法律である。議員立法（衆議院厚生労働委員会起草）により立案された。
主な内容は以下の通り。
1. 国は、国立ハンセン病療養所において、入所者に対して必要な療養を行うものとし、入所者の意思に反して退所させてはならないものとすること。
2. 国は、国立ハンセン病療養所における医療及び介護の体制整備に必要な措置を講ずるよう努めるものとすること。
3. 国は、入所者の良好な生活環境の確保を図るため、国立ハンセン病療養所の土地、建物、設備等を地方公共団体または地域住民の利用に供することができるものとすること。
4. 国は、ハンセン病患者であった方々の名誉の回復を図るため、国立ハンセン病資料館の設置、歴史的建造物の保存等、ハンセン病及びハンセン病対策の歴史に関する正しい知識の普及啓発その他必要な措置を講ずるとともに、死没者に対する追悼の意を表するため必要な措置を講ずるものとすること。

また、この法律の附則には、らい予防法の廃止に関する法律（平成8年法律第28号）の廃止も定めている。